# Tommy Weber
Tommy Weber (Parigi, 1983) è un regista francese.

## Filmografia

### Regista
- Finalement... (2006, cortometraggio)
- Callao (2009)
- Quand je ne dors pas (2015)
- Tête de chien (2016)
- Je ne t'aime pas (2018, cortometraggio)
- BabY (2018, cortometraggio)
- Come prima (2021)

### Sceneggiatore
- Finalement... (2006, cortometraggio)
- Callao (2009)
- Quand je ne dors pas (2015)
- Tête de chien (2016)
- Je ne t'aime pas (2018, cortometraggio)
- BabY (2018, cortometraggio)
- Come prima (2021)
- Frère et Soeur (2021, cortometraggio)

### Produttore
- Finalement... (2006, cortometraggio)
- Callao (2009)
- Quand je ne dors pas (2015)

### Attore
- Callao (2009)
- Tête de chien (2016)

### Direttore della fotografia
- Quand je ne dors pas (2015)
- Champagne (2019)